# Epistominitella
Epistominitella, en ocasiones erróneamente denominado Epistomihitella, es un género de foraminífero bentónico de la Subfamilia Caucasininae, de la Familia Caucasinidae, de la Superfamilia Delosinoidea, del Suborden Buliminina y del Orden Buliminida. Su especie tipo es Epistominitella elongata. Su rango cronoestratigráfico abarca desde el Barremiense hasta el Aptiense (Cretácico inferior).

## Discusión
Clasificaciones previas incluían Epistominitella en el suborden Rotaliina del orden Rotaliida.

## Clasificación
Epistominitella incluye a las siguientes especies:
- Epistominitella elongata †
- Epistominitella minuta †